# Christian Gourcuff
Christian Gourcuff (Hanvec, 1955. április 5. –) korábbi francia labdarúgó, edző.

## Pályafutása

### Játékosként
Pályafutása során szerepelt a Stade Rennais, az US Berné, Guingamp, az FC Rouen, az FC La Chaux-de-Fonds, a Lorient, a Le Mans a Montreal Supra és a US Pont-L'Abbé csapataiban.

### Edzőként
Franciaországban kezdte edzői pályafutását. Három periódusban volt a Lorient menedzsere. Gyakran építette csapatait fiatal tehetséges játékosokra. Megfordult a Le Mans, Pont-L'Abbé, Stade Rennais és  Al-Ittihad csapatánál is. Több neves felfedezettje van, mint például Jérémy Morel, André-Pierre Gignac, Kevin Gameiro, Morgan Amalfitano, Michael Ciani, Christophe Jallet, Laurent Koscielny, Bruno Ecuele Manga és Lamine Koné. 2014. augusztus 4-én hivatalosan is bemutatkozott az algériai labdarúgó-válogatott szövetségi kapitányaként, miután átvette Vahid Halilhodžić helyét.

## Család
Fia, Yoann Gourcuff az Olympique Lyon labdarúgója, aki részt vett a francia labdarúgó-válogatott tagjaként a 2010-es labdarúgó-világbajnokságon.

## Edzői statisztikái
2020. december 6-án lett frissítve.
| Csapat      | Nemzet        | –tól                | –ig               | Mérleg     | Mérleg | Mérleg | Mérleg | Mérleg |
| M           | GY            | D                   | V                 | Győzelem % |        |        |        |        |
| ----------- | ------------- | ------------------- | ----------------- | ---------- | ------ | ------ | ------ | ------ |
| Lorient     | Franciaország | 1982. július 1.     | 1986. július 1.   | 125        | 64     | 26     | 35     | 51.2   |
| Le Mans     | Franciaország | 1986. július 1.     | 1989. január 1.   | 83         | 37     | 21     | 25     | 44.58  |
| Pont-L'Abbé | Franciaország | 1989. szeptember 1. | 1991. július 1.   | 52         | 15     | 12     | 25     | 28.85  |
| Lorient     | Franciaország | 1991. július 1.     | 2001. július 1.   | 404        | 166    | 109    | 129    | 41.09  |
| Rennes      | Franciaország | 2001. július 1.     | 2002. július 1.   | 44         | 17     | 8      | 19     | 38.64  |
| Al-Ittihad  | Katar         | 2002. július 1.     | 2003. június 30.  | 21         | 9      | 9      | 3      | 42.86  |
| Lorient     | Franciaország | 2003. július 1.     | 2014. május 25.   | 465        | 168    | 138    | 159    | 36.13  |
| Algéria     | Algéria       | 2014. augusztus 1.  | 2016. április 3.  | 21         | 13     | 3      | 5      | 61.9   |
| Rennes      | Franciaország | 2016. május 17.     | 2017. November 8. | 55         | 19     | 17     | 19     | 34.55  |
| Al-Gharafa  | Katar         | 2018. május 19.     | 2019. június 3.   | 33         | 13     | 8      | 12     | 39.39  |
| Nantes      | Franciaország | 2019. augusztus 8.  | 2020. december 8. | 44         | 16     | 7      | 21     | 36.36  |
| Összesen    | Összesen      | Összesen            | Összesen          | 1347       | 537    | 358    | 452    | 39.87  |